# Bulgeun Angma

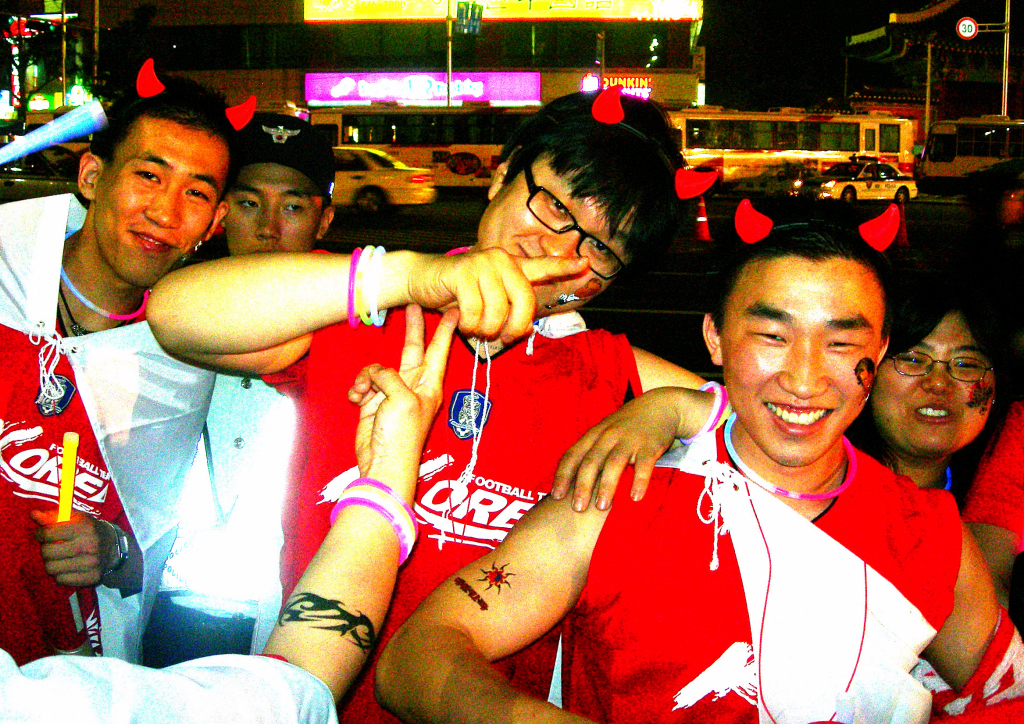
Röda djävlarna

Bulgeun Ahgma, koreanska 붉은악마, röda djävlarna, är en officiell stödgrupp för det sydkoreanska fotbollslandslaget. Gruppen bildades 2007.